# Скарпано (Потенца)
Скарпано (итал. Scarpano) је насеље у Италији у округу Потенца, региону Базиликата.
Према процени из 2011. у насељу је живело 189 становника. Насеље се налази на надморској висини од 631 м.